# American Cinema Editors
Die American Cinema Editors (A.C.E.) sind eine 1950 gegründete Ehrengesellschaft von Filmeditoren in Universal City (Kalifornien). Die Organisation hat einen nicht-kommerziellen Hintergrund und hat sich die Aus- und Weiterbildung von Editoren sowie die Erhaltung von Qualitätsstandards beim Filmschnitt zur Aufgabe gemacht. Der derzeitige Präsident der Organisation ist Stephen Rivkin.

## Mitgliedschaft
Um Mitglied der American Cinema Editors zu werden und den Namenszusatz A.C.E. führen zu dürfen, müssen bestimmte Bedingungen erfüllt sein. Ein Editor muss mindestens 60 Monate in Film oder Fernsehen gearbeitet haben und in seinen Arbeiten eine besondere Qualität vorweisen können. Auch die Persönlichkeit hat Einfluss auf die Bewerbung. Diese muss von mindestens zwei aktiven Mitgliedern unterstützt werden, vom Board of Directors anerkannt werden und von den Mitgliedern akzeptiert werden. Derzeit gibt es etwa 600 Mitglieder.

## Eddie Awards
Seit 1962 vergeben die ACE die so genannten Eddie Awards, eine Auszeichnung für herausragende Arbeiten im Bereich des Filmschnitts.
Die Awards werden in folgenden Kategorien vergeben:
- Bester Filmschnitt – Drama

| Jahr | Preisträger                        | Filmtitel                                     | Deutscher Titel                                      |
| ---- | ---------------------------------- | --------------------------------------------- | ---------------------------------------------------- |
| 2000 | Zach Staenberg                     | The Matrix                                    | Matrix                                               |
| 2001 | Pietro Scalia                      | Gladiator                                     | Gladiator                                            |
| 2002 | Pietro Scalia                      | Black Hawk Down                               | Black Hawk Down                                      |
| 2003 | Thelma Schoonmaker                 | Gangs of New York                             | Gangs of New York                                    |
| 2004 | Jamie Selkirk                      | The Lord of the Rings: The Return of the King | Der Herr der Ringe: Die Rückkehr des Königs          |
| 2005 | Thelma Schoonmaker                 | The Aviator                                   | Aviator                                              |
| 2006 | Hughes Winborne                    | Crash                                         | L.A. Crash                                           |
| 2007 | Douglas Crise und Stephen Mirrione | Babel                                         | Babel                                                |
| 2007 | Thelma Schoonmaker                 | The Departed                                  | Departed – Unter Feinden                             |
| 2008 | Christopher Rouse                  | The Bourne Ultimatum                          | Das Bourne Ultimatum                                 |
| 2009 | Christopher Dickens                | Slumdog Millionaire                           | Slumdog Millionär                                    |
| 2010 | Chris Innis und Bob Murawski       | The Hurt Locker                               | Tödliches Kommando – The Hurt Locker                 |
| 2011 | Kirk Baxter und Angus Wall         | The Social Network                            | The Social Network                                   |
| 2012 | Kevin Tent                         | The Descendants                               | The Descendants – Familie und andere Angelegenheiten |
| 2013 | William Goldenberg                 | Argo                                          | Argo                                                 |
| 2014 | Christopher Rouse                  | Captain Phillips                              | Captain Phillips                                     |
| 2015 | Sandra Adair                       | Boyhood                                       | Boyhood                                              |
| 2016 | Margaret Sixel                     | Mad Max: Fury Road                            | Mad Max: Fury Road                                   |
| 2017 | Joe Walker                         | Arrival                                       | Arrival                                              |
| 2018 | Lee Smith                          | Dunkirk                                       | Dunkirk                                              |
| 2019 | John Ottman                        | Bohemian Rhapsody                             | Bohemian Rhapsody                                    |
| 2020 | Yang Jin-mo                        | 기생충 / Gisaengchung                         | Parasite                                             |
| 2021 | Alan Baumgarten                    | The Trial of the Chicago 7                    | The Trial of the Chicago 7                           |
| 2022 | Pamela Martin                      | King Richard                                  | King Richard                                         |
| 2023 | Eddie Hamilton                     | Top Gun: Maverick                             | Top Gun: Maverick                                    |
| 2024 | Jennifer Lame                      | Oppenheimer                                   | Oppenheimer                                          |

- Bester Filmschnitt – Komödie oder Musical

| Jahr | Preisträger                                        | Filmtitel                                              | Deutscher Titel                                            |
| ---- | -------------------------------------------------- | ------------------------------------------------------ | ---------------------------------------------------------- |
| 2000 | Eric Zumbrunnen                                    | Being John Malkovich                                   | Being John Malkovich                                       |
| 2001 | Joe Hutshing und Saar Klein                        | Almost Famous                                          | Almost Famous – Fast berühmt                               |
| 2002 | Jill Bilcock                                       | Moulin Rouge!                                          | Moulin Rouge                                               |
| 2003 | Martin Walsh                                       | Chicago                                                | Chicago                                                    |
| 2004 | Stephen E. Rivkin, Arthur Schmidt und Craig Wood   | Pirates of the Caribbean: The Curse of the Black Pearl | Fluch der Karibik                                          |
| 2005 | Paul Hirsch                                        | Ray                                                    | Ray                                                        |
| 2006 | Michael McCusker                                   | Walk the Line                                          | Walk the Line                                              |
| 2007 | Virginia Katz                                      | Dreamgirls                                             | Dreamgirls                                                 |
| 2008 | Chris Lebenzon                                     | Sweeney Todd: The Demon Barber of Fleet Street         | Sweeney Todd – Der teuflische Barbier aus der Fleet Street |
| 2009 | Stephen Schaffer                                   | WALL·E                                                 | WALL·E – Der Letzte räumt die Erde auf                     |
| 2010 | Debra Neil-Fisher                                  | The Hangover                                           | Hangover                                                   |
| 2011 | Chris Lebenzon                                     | Alice in Wonderland                                    | Alice im Wunderland                                        |
| 2012 | Anne-Sophie Bion und Michel Hazanavicius           | The Artist                                             | The Artist                                                 |
| 2013 | Jay Cassidy und Crispin Struthers                  | Silver Linings Playbook                                | Silver Linings                                             |
| 2014 | Alan Baumgarten, Jay Cassidy und Crispin Struthers | American Hustle                                        | American Hustle                                            |
| 2015 | Barney Pilling                                     | The Grand Budapest Hotel                               | Grand Budapest Hotel                                       |
| 2016 | Hank Corwin                                        | The Big Short                                          | The Big Short                                              |
| 2017 | Tom Cross                                          | La La Land                                             | La La Land                                                 |
| 2018 | Tatiana S. Riegel                                  | I, Tonya                                               | I, Tonya                                                   |
| 2019 | Yorgos Mavropsaridis                               | The Favourite                                          | The Favourite – Intrigen und Irrsinn                       |
| 2020 | Tom Eagles                                         | Jojo Rabbit                                            | Jojo Rabbit                                                |
| 2021 | Andrew Dickler und Matt Friedman                   | Palm Springs                                           | Palm Springs                                               |
| 2022 | Myron Kerstein und Andrew Weisblum                 | Tick, Tick... Boom!                                    | Tick, Tick… Boom!                                          |
| 2023 | Paul Rogers                                        | Everything Everywhere All at Once                      | Everything Everywhere All at Once                          |
| 2024 | Kevin Tent                                         | The Holdovers                                          | The Holdovers                                              |

- Bester Filmschnitt – Animationsfilm
- Bester Schnitt bei einer einstündigen TV-Serie (Sender ohne Werbeunterbrechungen)
- Bester Schnitt bei einer einstündigen TV-Serie (Sender mit Werbeunterbrechungen)
- Bester Schnitt einer halbstündigen TV-Serie
- Bester Schnitt bei einer Mini-Serie oder einem Fernsehspielfilm
- Bester Schnitt einer dokumentarischen TV-Serie
- Bester Schnitt bei einem Dokumentarfilm (Kino)
- Bester Schnitt bei einem Dokumentarfilm (TV)
- Student Editing Award (Gewinner des ACE-Studenten-Wettbewerbs)

Zudem werden verschiedene Ehrenpreise vergeben:
- ACE Career Achievement Award (Auszeichnung für die beste Karriereleistung)
- ACE Golden Eddie Filmmaker of the Year Award
- Robert Wise Award (für Journalisten, die durch ihre Arbeit die Bedeutung des Filmschnitts bewusst machen)